# Каттералл, Артур
Артур Каттералл (англ. Arthur Catterall; 1883—1943) — английский скрипач и дирижёр, также музыкальный педагог.

## Биография
Родился 25 мая 1883 года в городе Престон, графство Ланкашир, в семье художника Джона Каттералла и его жены Элизабет.
С детства проявил себя музыкально одаренным мальчиком. Впервые сыграл на скрипке на публике на одном из концертов в родном городе в возрасте шести лет. В девять лет он уже играл в Манчестере скрипичный концерт Мендельсона. Первоначально учился в престонской иезуитской школе St. Ignatius Roman Catholic School (до 1893 года), затем был принят в манчестерский колледж St. Bede's College. Одновременно обучался в Манчестере в Королевском музыкальном колледже (англ. Royal Manchester College of Music) у Вилли Хесса (в 1894) и Адольфа Бродского (в 1895). St. Bede's College окончил в 1898 году.
В 1902 году был приглашен Хансом Рихтером в город Байройт, где играл в музыкальных вечерах Козимы Вагнер. В 1903 году Каттералл выступал в Манчестере с симфоническим оркестром Халле, играя концерт Чайковского. В 1909 году он был солистом променад-концертов в Куинс-холле. В 1911 году приобрел скрипку французского мастера Жан Батиста Вийома, изготовленную в 1843 году, которая принадлежала немецкому скрипачу Фердинанду Давиду.
В 1907 году Артур Каттералл стал профессором скрипки в манчестерском Королевском музыкальном колледже и ведущим солистом оркестра Халле, проработав там до 1925 года. В 1913 году он получил инструмент Baillot-Pommereau Антонио Страдивари 1694 года изготовления. В сентябре 1913 года Каттералл исполнил концерт для скрипки Ферруччо Бузони с оркестром Куинс-холла под управлением Генри Вуда.
Наряду со своей оркестровой и педагогической деятельностью, Каттералл, на протяжении своей жизни принимал участие в камерной музыке. В 1915 году английский композитор Фредерик Делиус специально написал сонату для скрипки (Каттералл) и фортепиано (Robert Forbes). В 1910 году он создал с пианистом William David Murdoch, виолончелистом William Henry Squire и скрипачом Albert Edward Sammons квартет под своим именем Catterall Quartet. Также Артур Каттералл играл в трио под названием The Manchester Trio. Записал на Columbia Records некоторые свои сольные исполнения.
После многих лет преподавания в Манчестере, Артур Каттералл стал профессором Королевской академии музыки в Лондоне, где он воспитал ряд известных музыкантов, среди которых была скрипачка Olive Zorian — основательница женского струнного квартета Zorian Quartet, работавшая с композитором Майклом Типпеттом. После ухода из оркестра Халле Каттералл сосредоточился на сольной работе, а в 1929 году стал основателем и руководителем симфонического оркестра Би-би-си. Оркестр впервые появился перед публикой в полном составе (115 участников) 22 октября 1930 года в Куинс-холле. В 1936 году музыкант ушёл из оркестра, посвятив себя сугубо сольной работе и преподаванию.
Умер 28 ноября 1943 года в Лондоне. В Ирландии проводится ежегодный фестиваль классической музыки Feis Ceoil, на котором присуждается приз Артура Каттералла (Arthur Catterall Cup) для скрипки и альта.